# Liège Panthers
Les Liège Panthers sont un club de belge de basket-ball féminin basé dans la ville de Liège. Fondé en 2014 sous le matricule 2699, il évolue en première division nationale belge.

## Historique
Anciennement Point Chaud Sprimont, le club liégeois de basket féminin évolue en division 1 belge.
Dans le courant de la saison 2013-2014, la direction du Point Chaud Basket Sprimont décide de cesser son activité dames à l'échelon national pour des raisons financières. C'est alors que le staff sportif et des dirigeants de la division 1 dames se mobilisent et explorent diverses opportunités afin de maintenir une équipe féminine parmi l'élite à Liège. La solution retenue est la création d'un nouveau club, appelé Liège Panthers.
À la suite de l'arrêt de l'activité dames du Point Chaud Basket Sprimont, un remplaçant devait être trouvé pour évoluer en  division 1. Un tour des clubs a donc été effectué afin de récolter les candidatures. Au terme de la procédure, le Conseil d'Administration de l'AWBB a tranché en faveur de Liège Panthers.
La saison 2014-2015 reprend ainsi avec la présence du nouveau club, à la tête duquel on retrouve d'anciens dirigeants du Point Chaud Sprimont soutenus par de nouvelles arrivées. Liège Panthers entame la saison avec quatre équipes: division 1, régionale 1, minimes et cadettes. Celles-ci sont composées d'anciennes joueuses du club de Sprimont et évoluent dorénavant dans la salle du Bois Saint-Jean, situé à côté du Country Hall Ethias Liège où joue Liège Basket (le club masculin de la cité ardente). Le coach de la division 1 est Pierre Cornia.
Le fondement de la vision de Liège Panthers est "PERMETTRE AUX JEUNES LIÉGEOISES TALENTUEUSES DE PRATIQUER UN BASKET DE HAUT NIVEAU TOUT EN POURSUIVANT LEURS ÉTUDES".